# Хімайра
«Хімайра» (фр. «Khimaira») — щоквартальний французький часопис на фантастичну тематику, який вийшов у друк у січні 2005 року.

## Опис
Часопис присвячений фентезі, фантастичній та науково-фантастичній літературі, а також коміксам, кіно, музиці, рольовим іграм, відеоіграм тощо. Також видання публікує короткі оповідання.

## Історія
Спочатку «Хімайра» виходив у вигляді фензину, однак потім протягом чотирьох років розповсюджувався у кіосках. Тираж журналу становив близько 11 000 примірників у 4 500 точках продажу.
Річард Елі був головним редактором до 2009 року, а Крістіан Лесурд — видавничим директором і художнім керівником.
До кінця 2008 року виходили тематичні номери — про вампірів, вовкулаків, фей тощо. Далі часопис перейшов у вебформат.
Нині головним редактором є Жульєн Флері.